# Championnat d'Écosse de football 2012-2013
Navigation
Édition précédente Édition suivante
| \| Aberdeen Celtic Dundee Dundee United Hearts Hibernian Inverness Kilmarnock Motherwell Ross County St. Johnstone St. Mirren \| Localisation des clubs |
| Aberdeen Celtic Dundee Dundee United Hearts Hibernian Inverness Kilmarnock Motherwell Ross County St. Johnstone St. Mirren                              |

La saison 2012-2013 de Scottish Premier League est la quinzième édition de la première division écossaise. Le premier niveau du championnat oppose douze clubs écossais en une série de 38 rencontres durant la saison de football.
Les trois premières places de ce championnat sont qualificatives pour les compétitions européennes que sont la Ligue des Champions et la Ligue Europa.
Au terme de la saison, le Celtic Football Club remporte son 44e titre national.

## Équipes

### Participants et localisation
Légende des couleurs
- 3e tour de qualification pour champions de la Ligue des Champions 2012-2013
- 3e tour de qualification pour non champions de la Ligue des Champions 2012-2013
- Tour de Barrages de la Ligue Europa 2012-2013
- 3e tour de qualification de la Ligue Europa 2012-2013
- 2e tour de qualification de la Ligue Europa 2012-2013
- Promu de First Division

| Club                                       | Se maintient depuis | Classement 2011-2012 | Entraîneur      | Depuis | Stade              | Capacité théorique | Ville      |
| ------------------------------------------ | ------------------- | -------------------- | --------------- | ------ | ------------------ | ------------------ | ---------- |
| Aberdeen Football Club                     | 1905                | 9                    | Derek McInnes   | 2013   | Pittodrie Stadium  | 22 199             | Aberdeen   |
| Celtic Football Club                       | 1890                | 1                    | Neil Lennon     | 2010   | Celtic Park        | 60 355             | Glasgow    |
| Dundee Football Club                       | 2012                | 2 (FD)               | John Brown      | 2013   | Dens Park          | 12 085             | Dundee     |
| Dundee United Football Club                | 1996                | 4                    | Jackie McNamara | 2013   | Tannadice Park     | 14 209             | Dundee     |
| Heart of Midlothian Football Club          | 1983                | 5                    | Gary Locke      | 2013   | Tynecastle Stadium | 17 420             | Édimbourg  |
| Hibernian Football Club                    | 1999                | 11                   | Pat Fenlon      | 2011   | Easter Road        | 20 421             | Édimbourg  |
| Inverness Caledonian Thistle Football Club | 2010                | 10                   | Terry Butcher   | 2009   | Caledonian Stadium | 7 918              | Inverness  |
| Kilmarnock Football Club                   | 1992                | 7                    | Kenny Shiels    | 2011   | Rugby Park         | 12 128             | Kilmarnock |
| Motherwell Football Club                   | 1985                | 3                    | Stuart McCall   | 2010   | Fir Park           | 13 742             | Motherwell |
| Ross County Football Club                  | 2012                | 1 (FD)               | Derek Adams     | 2011   | Victoria Park      | 6 310              | Dingwall   |
| St Johnstone Football Club                 | 2009                | 6                    | Steve Lomas     | 2011   | McDiarmid Park     | 10 673             | Perth      |
| Saint Mirren Football Club                 | 2006                | 8                    | Danny Lennon    | 2010   | St. Mirren Park    | 8 016              | Paisley    |

### Informations équipes
| Club                | Capitaine         | Équipementier | Sponsor                    |
| ------------------- | ----------------- | ------------- | -------------------------- |
| Aberdeen            | Russell Anderson  | Adidas        | Team Recruitment           |
| Celtic              | Scott Brown       | Nike          | Tennents                   |
| Dundee              | Stephen O'Donnell | Puma          | Kilmac Energy              |
| Dundee United       | Jon Daly          | Nike          | Calor                      |
| Heart of Midlothian | Marius Žaliūkas   | Adidas        | Wonga.com                  |
| Hibernian           | James McPake      | Puma          | Crabbie's                  |
| Inverness CT        | Richie Foran      | Erreà         | Orion Group                |
| Kilmarnock          | Manuel Pascali    | Killie 1869   | QTS                        |
| Motherwell          | Keith Lasley      | Puma          | Cash Converters            |
| Ross County         | Richard Brittain  | Diadora       | Stanley CRC Evans Offshore |
| St Johnstone        | Dave Mackay       | Joma          | GS Brown Construction      |
| Saint Mirren        | Jim Goodwin       | Diadora       | Diadora                    |

## Compétition

### Classement
| Rang | Équipe                      | Pts | J  | G  | N  | P  | Bp | Bc | Diff |
| ---- | --------------------------- | --- | -- | -- | -- | -- | -- | -- | ---- |
| 1    | Celtic Football Club T C    | 79  | 38 | 24 | 7  | 7  | 92 | 35 | +57  |
| 2    | Motherwell Football Club    | 63  | 38 | 18 | 9  | 11 | 67 | 51 | +16  |
| 3    | St. Johnstone               | 56  | 38 | 14 | 14 | 10 | 45 | 44 | +1   |
| 4    | Inverness CT                | 54  | 38 | 13 | 15 | 10 | 64 | 60 | +4   |
| 5    | Ross County Football Club P | 53  | 38 | 13 | 14 | 11 | 47 | 48 | -1   |
| 6    | Dundee United               | 47  | 38 | 11 | 14 | 13 | 51 | 62 | -11  |
|      |                             |     |    |    |    |    |    |    |      |
| 7    | Hibernian Football Club Cf  | 51  | 38 | 13 | 12 | 13 | 49 | 52 | -3   |
| 8    | Aberdeen Football Club      | 48  | 38 | 11 | 15 | 12 | 41 | 43 | -2   |
| 9    | Kilmarnock Football Club    | 45  | 38 | 11 | 12 | 15 | 52 | 53 | -1   |
| 10   | Heart of Midlothian         | 44  | 38 | 11 | 11 | 16 | 40 | 49 | -9   |
| 11   | St. Mirren L                | 41  | 38 | 9  | 14 | 15 | 47 | 60 | -13  |
| 12   | Dundee Football Club P      | 30  | 38 | 7  | 9  | 22 | 28 | 66 | -38  |

Qualifications européennes
Ligue des champions 2013-2014
- 1er  : deuxième tour de qualification

Ligue Europa 2013-2014
- 2e : Troisième tour de qualification
- 3e et Cf : Deuxième tour de qualification

Relégation
- 12e  : relégation en First Division

Abréviations
- T : Tenant du titre
- C : Vainqueur de la Scottish Cup 2013
- Cf : Finaliste de la Scottish Cup 2013
- L : Vainqueur de la League Cup 2013
- P : Promus de First Division 2011-2012

### Résultats
| Résultats (▼dom., ►ext.)                                   | ABE | CEL | DFC | DUN | HEA | HIB | INV | KIL | MTH | ROS | STJ | SMI |
| Aberdeen FC                                                |     | 0-2 | 2-0 | 2-2 | 0-0 | 2-1 | 2-3 | 0-2 | 3-3 | 0-0 | 2-0 | 0-0 |
| Celtic FC                                                  | 1-0 |     | 2-0 | 4-0 | 1-0 | 2-2 | 0-1 | 0-2 | 1-0 | 4-0 | 1-1 | 2-0 |
| Dundee FC                                                  | 1-3 | 0-2 |     | 0-3 | 1-0 | 3-1 | 1-4 | 0-0 | 1-2 | 0-1 | 1-3 | 0-2 |
| Dundee United                                              | 1-1 | 2-2 | 3-0 |     | 0-3 | 3-0 | 4-4 | 3-3 | 1-2 | 0-0 | 1-1 | 1-4 |
| Heart of Midlothian                                        | 2-0 | 0-4 | 0-1 | 2-1 |     | 0-0 | 2-2 | 1-3 | 1-0 | 1-0 | 1-0 | 2-2 |
| Hibernian FC                                               | 0-1 | 1-0 | 3-0 | 2-1 | 1-1 |     | 2-2 | 2-1 | 2-3 | 0-1 | 2-1 | 0-1 |
| Inverness CT                                               | 1-1 | 2-4 | 4-1 | 4-0 | 1-1 | 3-0 |     | 1-1 | 1-5 | 1-1 | 2-2 | 3-1 |
| Kilmarnock FC                                              | 1-3 | 1-3 | 0-0 | 0-1 | 1-0 | 1-1 | 1-2 |     | 1-2 | 1-2 | 3-1 | 3-0 |
| Motherwell FC                                              | 4-1 | 0-2 | 1-1 | 0-1 | 0-0 | 0-4 | 4-1 | 2-2 |     | 3-2 | 1-1 | 1-1 |
| Ross County FC                                             | 1-2 | 2-1 | 1-0 | 0-0 | 2-2 | 0-1 | 0-0 | 2-1 | 1-3 |     | 1-1 | 2-1 |
| Saint Johnstone                                            | 1-4 | 0-5 | 3-1 | 0-1 | 2-0 | 1-2 | 2-2 | 1-1 | 2-1 | 1-1 |     | 5-4 |
| Saint Mirren                                               | 2-1 | 1-1 | 1-1 | 1-2 | 2-2 | 3-2 | 0-0 | 0-0 | 0-0 | 1-2 | 0-0 |     |
| - Victoire à domicile - Match nul - Victoire à l'extérieur |     |     |     |     |     |     |     |     |     |     |     |     |

| Résultats (▼dom., ►ext.)                                   | ABE | CEL | DFC | DUN | HEA | HIB | INV | KIL | MTH | ROS | STJ | SMI |
| Aberdeen FC                                                |     | .   | 1-0 | .   | 2-0 | 0-0 | .   | .   | 0-0 | 0-1 | .   | 0-0 |
| Celtic FC                                                  | 4-3 |     | 5-0 | 6-2 | 4-1 | 3-0 | .   | 4-1 | .   | .   | .   | .   |
| Dundee FC                                                  | .   | .   |     | .   | .   | .   | 1-1 | .   | 0-3 | 0-2 | 2-2 | 2-1 |
| Dundee United                                              | 1-0 | .   | 1-1 |     | 3-1 | .   | .   | .   | 1-1 | .   | .   | .   |
| Heart of Midlothian                                        | .   | .   | 1-0 | .   |     | .   | 2-3 | 0-3 | 1-2 | 4-2 | 2-0 | .   |
| Hibernian FC                                               | .   | .   | 1-1 | .   | 0-0 |     | 1-2 | 2-2 | .   | .   | 1-3 | .   |
| Inverness CT                                               | 3-0 | 1-3 | .   | 0-0 | .   | .   |     | 1-1 | .   | 2-1 | 0-0 | .   |
| Kilmarnock FC                                              | 1-1 | .   | 1-2 | 2-3 | .   | .   | .   |     | 2-0 | .   | .   | 1-1 |
| Motherwell FC                                              | .   | 2-1 | .   | 0-1 | .   | 4-1 | 3-0 | .   |     | .   | 3-2 | 2-2 |
| Ross County FC                                             | .   | 3-2 | .   | .   | .   | 1-0 | .   | 0-1 | 3-0 |     | 1-0 | .   |
| Saint Johnstone                                            | 3-1 | 1-1 | .   | 1-1 | .   | .   | .   | 2-0 | .   | .   |     | 1-0 |
| Saint Mirren                                               | .   | 1-1 | .   | 0-0 | 2-0 | 0-1 | 2-1 | .   | .   | 1-4 | .   |     |
| - Victoire à domicile - Match nul - Victoire à l'extérieur |     |     |     |     |     |     |     |     |     |     |     |     |

| Résultats (▼dom., ►ext.)                                   | CEL | MTH | INV | STJ | ROS | DFC |
| Celtic FC                                                  |     | .   | 4-1 | 4-0 | .   | .   |
| Motherwell FC                                              | 3-1 |     | .   | .   | 2-0 | .   |
| Inverness CT                                               | .   | 4-3 |     | .   | .   | 1-2 |
| Saint Johnstone                                            | .   | 2-0 | 1-0 |     | 2-2 | .   |
| Ross County FC                                             | 1-1 | .   | 1-0 | .   |     | 1-0 |
| Dundee United                                              | 0-4 | 1-3 | .   | 0-1 | .   |     |
| - Victoire à domicile - Match nul - Victoire à l'extérieur |     |     |     |     |     |     |

| Résultats (▼dom., ►ext.)                                   | KIL | ABE | HIB | HEA | SMI | DFC |
| Kilmarnock FC                                              |     | .   | 1-3 | 0-1 | 1-3 | .   |
| Aberdeen FC                                                | 1-0 |     | .   | 1-1 | .   | .   |
| Hibernian FC                                               | 1-0 | 0-0 |     | .   | 3-3 | .   |
| Heart of Midlothian                                        | .   | .   | 1-2 |     | 3-0 | .   |
| Saint Mirren                                               | .   | 0-0 | .   | .   |     | 1-2 |
| Dundee FC                                                  | 2-3 | 1-1 | .   | 1-0 | .   |     |
| - Victoire à domicile - Match nul - Victoire à l'extérieur |     |     |     |     |     |     |

Mise à jour : 18 mai 2013

## Statistiques individuelles

### Classement des buteurs
| Rang | Nom             | Équipe        | Buts, |
| ---- | --------------- | ------------- | ----- |
| 1    | Michael Higdon  | Motherwell    | 26    |
| 2    | Leigh Griffiths | Hibernian     | 23    |
| 2    | Billy McKay     | Inverness CT  | 23    |
| 4    | Niall McGinn    | Aberdeen      | 20    |
| 5    | Gary Hooper     | Celtic        | 19    |
| 6    | Johnny Russell  | Dundee United | 13    |
| 6    | Steven Thompson | St. Mirren    | 13    |
| 8    | Andrew Shinnie  | Inverness CT  | 12    |
| 9    | Kris Commons    | Celtic        | 11    |
| 9    | Paul Heffernan  | Kilmarnock    | 11    |

## Bilan de la saison
| Championnat d'Écosse de football 2012-2013                        |                                  |
| Champion                                                          | Celtic Football Club (44e titre) |
| Coupes et trophées                                                |                                  |
| Vainqueur de la Coupe d'Écosse 2012-2013                          | Celtic Football Club             |
| Vainqueur de la Coupe de la Ligue écossaise de football 2012-2013 | St Mirren Football Club          |
| Qualifications continentales                                      |                                  |
| Ligue des champions de l'UEFA 2013-2014                           | Celtic Football Club             |
| Ligue Europa 2013-2014                                            | Motherwell FC                    |
| Ligue Europa 2013-2014                                            | Hibernian FC                     |
| Ligue Europa 2013-2014                                            | St Johnstone FC                  |
| Promotions et relégations                                         |                                  |
| Promus en Scottish Premier League                                 | Partick Thistle Football Club    |
| Relégués en Scottish First Division                               | Dundee Football Club             |